# Dryas moderata
Dryas moderata är en fjärilsart som beskrevs av Hans Ferdinand Emil Julius Stichel 1907. Dryas moderata ingår i släktet Dryas och familjen praktfjärilar. Inga underarter finns listade i Catalogue of Life.